# Country Favorites-Willie Nelson Style
Country Favorites-Willie Nelson Style — четвертий студійний альбом американського співака Віллі Нельсона, представлений у 1966 році під лейблом RCA Records. Музикант записав цю платівку разом із гуртом Texas Troubadours Ернеста Табба і скрипачем-вокалістом Swing Wade Вейдом Реєм разом із студійними музикантами Джиммі Вілкерсоном і Харгусом Роббінсом. Під час запису Нельсон був постійним учасником телешоу, яке вів Табб.

## Передісторія
З 1965 по 1971 рік Нельсон взяв участь у телевізійному шоу Ернеста Табба близько 150 разів, виступаючи обличчям сучасного кантрі. Будучи довічним фанатом Табба, Нельсон пізніше сказав: «Я міг би порівняти Ернеста Табба з Френком Сінатрою, оскільки вони обидва мали характерний стиль, який ви не сплутаєте ні з ким іншим». Саме завдяки зв'язку з шоу гурт Табба Texas Troubadours погодились взяти участь у записі другої платівки Нельсона під лейблом RCA.

## Прийняття
Country Favorites вийшов на початку 1966 року та протримався в кантрі чартах протягом сімнадцяти тижнів, досягнувши 9-го місця. У своєму огляді AllMusic зазначили: «Можливо, через те, що альбом є збіркою знайомих пісень, унікальний вокал Нельсона став кращим — а може, його час просто настав — але в будь-якому випадку це, звичайно, невеликий скарб».

## Список пісень
| #   | Назва                                                    | Тривалість |
| --- | -------------------------------------------------------- | ---------- |
| 1.  | «Columbus Stockade Blues»                                | 1:56       |
| 2.  | «Seasons of My Heart»                                    | 2:44       |
| 3.  | «I'd Trade All of My Tomorrows (For Just One Yesterday)» | 2:24       |
| 4.  | «My Window Faces the South»                              | 1:42       |
| 5.  | «Go on Home»                                             | 2:14       |
| 6.  | «Fraulein»                                               | 2:56       |
| 7.  | «San Antonio Rose»                                       | 2:07       |
| 8.  | «I Love You Because»                                     | 2:58       |
| 9.  | «Don't You Ever Get Tired (Of Hurting Me)»               | 3:00       |
| 10. | «Don't You Ever Get Tired (Of Hurting Me)»               | 1:40       |
| 11. | «Heartaches by the Number»                               | 2:19       |
| 12. | «Making Believe»                                         | 2:53       |

## Учасники запису
- Віллі Нельсон — гітара, вокал;
- Бадді Чарлтон — сталева гітара;
- Джек Дрейк — бас;
- Джек Грін — ударні;
- Вейд Рей — скрипка;
- Леон Роудс — соло-гітара;
- Харгус Роббінс — фортепіано;
- Кел Сміт — ритм-гітара;
- Джиммі Вілкерсон — бас, вібрафон;
- Джим Маллой — інженер;